# Peru na Zimowych Igrzyskach Olimpijskich 2014
Peru na Zimowych Igrzyskach Olimpijskich 2014 reprezentowało troje zawodników. Igrzyska w Soczi były drugimi w historii, w których wzięli udział peruwiańscy sportowcy.

## Skład reprezentacji

### Biegi narciarskie

#### Mężczyźni
- Roberto Carcelén

| Konkurencja                         | Zawodnik         | Czas      | Miejsce |
| ----------------------------------- | ---------------- | --------- | ------- |
| Bieg indywidualny stylem klasycznym | Roberto Carcelén | 1:06:28.9 | 87.     |

### Narciarstwo alpejskie

#### Mężczyźni
- Manfred Oettl Reyes

| Konkurencja   | Zawodnik            | Zjazd 1. | Zjazd 1. | Zjazd 2. | Zjazd 2. | Suma    | Miejsce |
| Konkurencja   | Zawodnik            | Czas     | Miejsce  | Czas     | Miejsce  | Suma    | Miejsce |
| ------------- | ------------------- | -------- | -------- | -------- | -------- | ------- | ------- |
| Slalom gigant | Manfred Oettl Reyes | 1:47.05  | 78.      | 1:33.91  | 58.      | 3:20.96 | 70.     |
| Slalom        | Manfred Oettl Reyes | 58.36    | 65.      | DNF      | DNF      | DNF     | DNF     |

#### Kobiety
- Ornella Oettl Reyes

| Konkurencja   | Zawodniczka         | Zjazd 1. | Zjazd 1. | Zjazd 2. | Zjazd 2. | Suma    | Miejsce |
| Konkurencja   | Zawodniczka         | Czas     | Miejsce  | Czas     | Miejsce  | Suma    | Miejsce |
| ------------- | ------------------- | -------- | -------- | -------- | -------- | ------- | ------- |
| Slalom gigant | Ornella Oettl Reyes | 1:32.87  | 64.      | 1:33.45  | 58.      | 3:06.32 | 57.     |
| Slalom        | Ornella Oettl Reyes | DNF      | DNF      | DNF      | DNF      | DNF     | DNF     |